# 塞洛里庫達貝拉
40°37′N 7°23′W / 40.617°N 7.383°W
塞洛里庫達貝拉（葡萄牙語：Celorico da Beira），是葡萄牙的城鎮，位於該國中北部，由瓜達區負責管轄，始建於1185年，面積247.22平方公里，2011年人口7,693，人口密度每平方公里31.12人。